# Alissonotum lerui
Alissonotum lerui är en skalbaggsart som beskrevs av Dupuis 1998. Alissonotum lerui ingår i släktet Alissonotum och familjen Dynastidae. Inga underarter finns listade i Catalogue of Life.